# Bibliografia Generale della Lingua e della Letteratura Italiana
La Bibliografia Generale della Lingua e della Letteratura Italiana (BiGLI) è un periodico annuale ideato e realizzato dal Centro Pio Rajna e pubblicato dalla Salerno Editrice in formato cartaceo tra il 1994 (vol. I, annata bibliografica 1991) e il 2011 (vol. XVIII, annata bibliografica 2008). Successivamente la BiGLI si è sviluppata come edizione digitale, BiGLI on line.

## Struttura
La BiGLI censisce e scheda con criteri scientifici 
1. periodici di lingua e letteratura italiana;
2. periodici di cultura generale di comparatistica, ecc., che diano spazio a questioni di lingua e/o letteratura italiana;
3. periodici a carattere generico in cui la presenza di contributi di interesse italianistico è minore;
4. periodici che non contengono contributi di italianistica ma che potrebbero accoglierne.

La BiGLI presenta un elenco di dati utili all'identificazione dei periodici, creato a seguito di una selezione effettuata tra oltre 3700. 
Sono stati pubblicati finora 18 volumi (contenenti circa 480.000 informazioni bibliografiche, dalle circa 9.000 del vol. I alle oltre 30.000 degli ultimi). Si tratta di uno strumento di lavoro e di conoscenza dove vengono registrati i materiali editi, riguardanti l'intero arco storico della letteratura italiana e consente di realizzare la registrazione di materiale, con scopo conservativo.

## Organizzazione
L'organizzazione redazionale si fonda su una équipe di schedatori organizzati in redazioni italiane ed estere:
- 6 redazioni in Italia
- 33 redazioni in tutto il mondo (Los Angeles, Pechino, Tokyo, Mosca, Parigi, ecc)

Le redazioni hanno il compito di raccogliere le schede relative alle rispettive produzioni di studi e di edizioni di testi italianistici. 
La BiGLI si è poi arricchita di una banca dati online che raggruppa in un archivio tutte le annate pubblicate a partire dal 1991, garantendo un aggiornamento costante e periodico e con ritmo annuale. Il database raccoglie anche le integrazioni di eventuali lacune e correzioni di eventuali errori. Il motore di ricerca della BiGLI on line propone un'indagine per campi, che può essere affinata tramite filtri, alla quale si affianca quella per soggetto. All'edizione digitale del 2015 (anno in cui il database è stato aggiornato con l'immissione di schede relative alle annate bibliografiche 2011 e 2012) sono state accorpate le recensioni alle relative schede di libri o articoli di riviste alle quali si riferiscono.

## Diffusione
La BiGLI è usata come piattaforma di ricerca bibliografica da università e istituzioni italiane e straniere, tra cui l'Università degli Studi di Padova, l'Università degli Studi di Bologna e l'Università degli Studi di Milano, la Stanford University e la British Library.
Dal 1991 anche gli articoli dell'Associazione Professori d'Italiano in Sudafrica, A.P.I., sono schedati annualmente nella BiGLI, la quale ha anche stilato una classifica degli autori italiani più studiati dagli specialisti di letteratura italiana delle università di tutto il mondo.